# Ulrich van Gobbel
Ulrich van Gobbel (Paramaribo, 16 januari 1971) is een voormalig Nederlands voetballer. Hij stond meestal als rechtsback in het veld.

## Voetbal

### Clubcarrière
Van Gobbel speelde aanvankelijk op amateurbasis bij VV Bavel en NAC Breda. In het seizoen 1988/89 debuteerde hij in de hoofdmacht van Willem II. In het seizoen 1989/90 verhuisde hij naar Feyenoord, alwaar hij het grootste deel van zijn carrière voetbalde. Bij Feyenoord won hij de UEFA cup, vier nationale bekers, de eerste editie van de Johan Cruijff Schaal en twee landskampioenschappen (1993 en 1999) en haalde hij de halve finale van de Europacup II 1991/92. Tijdens het seizoen 1995/96 verhuisde hij naar Turkije, waar hij voor het Istanboelse Galatasaray ging voetballen. Van Gobbel was de eerste Nederlandse voetballer ooit die voor een Turkse topclub speelde. Via een daaropvolgend kortstondig verblijf in Engeland, bij Southampton, keerde hij terug naar Feyenoord. Van Gobbel stond bekend om zijn enorme snelheid. Voor Feyenoord was hij een van de steunpilaren in de kampioensteams van 1993 en 1999.

### Interlandcarrière
Van Gobbel debuteerde op 9 juni 1993 in het Nederlands elftal, in de wedstrijd tegen Noorwegen (0–0). Daarna speelde hij nog zeven interlands, waarvan de laatste, op 12 oktober 1994 opnieuw tegen Noorwegen (1–1).

### Trainerscarrière
Sinds 2009 was hij trainer van het tweede elftal bij VV Alexandria '66 uit Rotterdam dat in de reserve eerste klasse uitkwam. Bovendien was Van Gobbel werkzaam als assistent-hoofdscout bij InterPlayer, een bedrijf dat profvoetballers begeleidt. Van juli 2014 tot en met juni 2020 was Van Gobbel trainer binnen de jeugdopleiding van Feyenoord en van juli 2017 tot en met juni 2018 trainer van Feyenoord onder 19. Sinds juli 2020 is Van Gobbel assistent-trainer bij Feyenoord onder 18.

## Problemen
In 2003 kwam hij samen met John Veldman en Glenn Helder in het nieuws door een conflict met het pensioenfonds voor profvoetballers, CFK. Beiden eisten onmiddellijke uitbetaling van hun opgebouwde pensioen. Toen werd duidelijk dat Van Gobbel financieel aan de grond zat. Zijn winti-winkel in Rotterdam ging al snel failliet.
In 2006 werd hij verdacht van het verduisteren van drie leaseauto's. Daarna vluchtte hij en werd er een opsporingsadvertentie in een krant geplaatst om hem bij een rechtszitting te krijgen. Ook werd er beslag gelegd op zijn bezittingen. Eind maart 2006 werd Van Gobbel veroordeeld tot 4 maanden celstraf. In april 2008 werd deze straf door het Gerechtshof te Den Haag in hoger beroep teruggebracht tot een voorwaardelijke taakstraf van 120 uur.
In 2009 veroordeelde de politierechter Van Gobbel tot een geldboete van 380 euro plus een taakstraf van 30 uur wegens rijden zonder geldig rijbewijs. Het rijbewijs was hij eerder kwijtgeraakt door onverzekerd en te hard rijden.

## Carrière
| Seizoen | Club        | Land               | Competitie     | Wedstrijden | Doelpunten |
| ------- | ----------- | ------------------ | -------------- | ----------- | ---------- |
| 1988/89 | Willem II   | Vlag van Nederland | Eredivisie     | 16          | 3          |
| 1989/90 | Willem II   | Vlag van Nederland | Eredivisie     | 18          | 0          |
| 1989/90 | Feyenoord   | Vlag van Nederland | Eredivisie     | 2           | 0          |
| 1990/91 | Feyenoord   | Vlag van Nederland | Eredivisie     | 19          | 0          |
| 1991/92 | Feyenoord   | Vlag van Nederland | Eredivisie     | 20          | 1          |
| 1992/93 | Feyenoord   | Vlag van Nederland | Eredivisie     | 20          | 0          |
| 1993/94 | Feyenoord   | Vlag van Nederland | Eredivisie     | 22          | 0          |
| 1994/95 | Feyenoord   | Vlag van Nederland | Eredivisie     | 20          | 0          |
| 1995/96 | Feyenoord   | Vlag van Nederland | Eredivisie     | 17          | 0          |
| 1995/96 | Galatasaray | Vlag van Turkije   | Süper Lig      | 16          | 2          |
| 1996/97 | Galatasaray | Vlag van Turkije   | Süper Lig      | 9           | 0          |
| 1996/97 | Southampton | Vlag van Engeland  | Premier League | 24          | 1          |
| 1997/98 | Southampton | Vlag van Engeland  | Premier League | 2           | 0          |
| 1997/98 | Feyenoord   | Vlag van Nederland | Eredivisie     | 30          | 2          |
| 1998/99 | Feyenoord   | Vlag van Nederland | Eredivisie     | 27          | 1          |
| 1999/00 | Feyenoord   | Vlag van Nederland | Eredivisie     | 22          | 0          |
| 2000/01 | Feyenoord   | Vlag van Nederland | Eredivisie     | 19          | 0          |
| 2001/02 | Feyenoord   | Vlag van Nederland | Eredivisie     | 2           | 0          |
| Totaal  |             |                    |                | 305         | 10         |

## Erelijst
| Competitie                                  |           |                                    |           |           |
| Competitie                                  | Aantal    | Jaren                              |           |           |
| Feyenoord                                   | Feyenoord | Feyenoord                          | Feyenoord | Feyenoord |
| ------------------------------------------- | --------- | ---------------------------------- | --------- | --------- |
| Internationaal                              |           |                                    |           |           |
| UEFA Cup                                    | 1x        | 2001/02                            |           |           |
| Nationaal                                   |           |                                    |           |           |
| Eredivisie                                  | 2x        | 1992/93, 1998/99                   |           |           |
| KNVB beker / Amstel Cup                     | 4x        | 1990/91, 1991/92, 1993/94, 1994/95 |           |           |
| Nederlandse Supercup / Johan Cruijff Schaal | 2x        | 1991, 1999                         |           |           |
| Galatasaray                                 |           |                                    |           |           |
| Süper Lig                                   | 1x        | 1996/97                            |           |           |
| Türkiye Kupası                              | 1x        | 1995/96                            |           |           |